# 磐城舞子橋
磐城舞子橋（いわきまいこはし）は、福島県いわき市にある道路橋である。

## 概要
- 全長 - 340.4m
  - 主径間 - 50.0m
- 幅員 - 6.5（8.2）m
- 形式 - 7径間鋼単純活荷重合成箱桁橋
- 竣工 - 1963年[1][2]

いわき市沿岸部にて二級河川夏井川の河口部を渡り、福島県道382号豊間四倉線を通す。南詰は平下大越、北詰は平下神谷に位置する。橋上は上下対向2車線で供用されており、橋桁には赤い塗装が施されている。1963年に街路事業の一環として架設され、当時ヨーロッパで用いられていた端部の断面を開断面にすることで鋼重軽減を図れる単純合成箱桁橋が用いられた。なお、現在では架設、床版打設時に横剛性が不足することから当形式は殆ど使われていない。海岸沿いに位置するため塩害対策として支承防護工が施され、また、床版コンクリートの品質管理が優れていたことから全建準賞を受賞している。周囲は青松白砂の海岸として風光明媚な新舞子海岸が広がる観光地であるため親柱のデザインも重視され、志太勉（後の郡山市建設部長）によって設計された。
2006年には塩害による主桁の座屈が発生したことで全高が減り、路面に段差が発生する状態であったことから大型車通行止め、片側交互通行の規制をした上で交通を確保しつつ桁端部の取替工事が行われた。2011年3月11日に発生した東日本大震災では津波による被害を受け、南側橋台部分が20cm以上沈下し大きな段差が発生したことから一時全面通行止めとされた。

## 周辺
- 横川（夏井川支流）
- 磐城海岸県立自然公園
  - 新舞子ビーチ
  - かんぽの宿いわき
  - 新舞子キャンプ場